# John A. Sampson

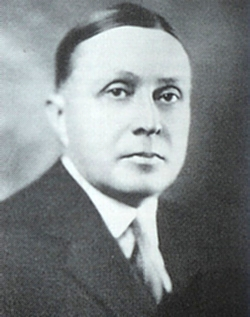
John A. Sampson, um 1905

John Albertson Sampson (* 17. August 1873 in Troy (New York); † 23. Dezember 1946 in Albany (New York)) war ein amerikanischer Gynäkologe.
Sampson wurde in der Nähe von Troy geboren. Nach dem Studium war er an der University School of Medicine der Johns Hopkins University tätig, wo er 1899 promoviert wurde. Er absolvierte eine Weiterbildung an der Frauenklinik des Johns Hopkins Hospitals. In dieser Zeit führte Sampson Studien über die Gefäßversorgung des Ureters und die Lymphgefäße des Beckens durch. Diese trugen zur Umsetzung bei radikalen Hysterektomien bei. Im Jahr 1905 zog Sampson nach Albany. Hier war er zunächst als Chefarzt für Gynäkologie am Krankenhaus tätig. Im Jahr 1927 übernahm Sampson den Vorsitz der American Gynecological Society. 1937 wurde er zum Professor für Geburtshilfe und Gynäkologie am Medical College of Albany berufen. John A. Sampson starb im Alter von 73 Jahren am 23. Dezember 1946 in Albany.
Sampson prägte nach Schöpfung des Ausdrucks „endometrialer Typ“ für eine pathologische Bildung im Ovar und im Bauchfell, an dem die Gebärmutterschleimhaut beteiligt ist, die Begriffe Endometriom und Endometriose und entwickelte 1921 ein erstes Entstehungsmodell für die Erkrankung. Die Verbindung zwischen Arteria uterina und Arteria ovarica wird im anglo-amerikanischen Sprachraum auch als Sampson-Arterie bezeichnet.

## Schriften (Auswahl)
- Studies in gynecology presented in the form of illustrated problems for classroom work. Brandow printing company, 1907
- The escape of foreign material from the uterine cavity into the uterine veins William Wood & Co., 1918
- Perforating hemorrhagic (chocolate) cysts of the ovary. Transactions of the American Gynecological Society, 1921
- Endometrial carcinoma of the ovary, arising in endometrial tissue in that organ. Arch Surg 10 (1925), 1-72
- Peritoneal endometriosis due to the menstrual dissemination of endometrial tissue into the peritoneal cavity. Am J Obstet Gynecol 14 (1927), 422-9
- The development of the implantation theory for the origin of peritoneal endometriosis. Am J Obstet Gynecol, 1940